# Tête de Ran

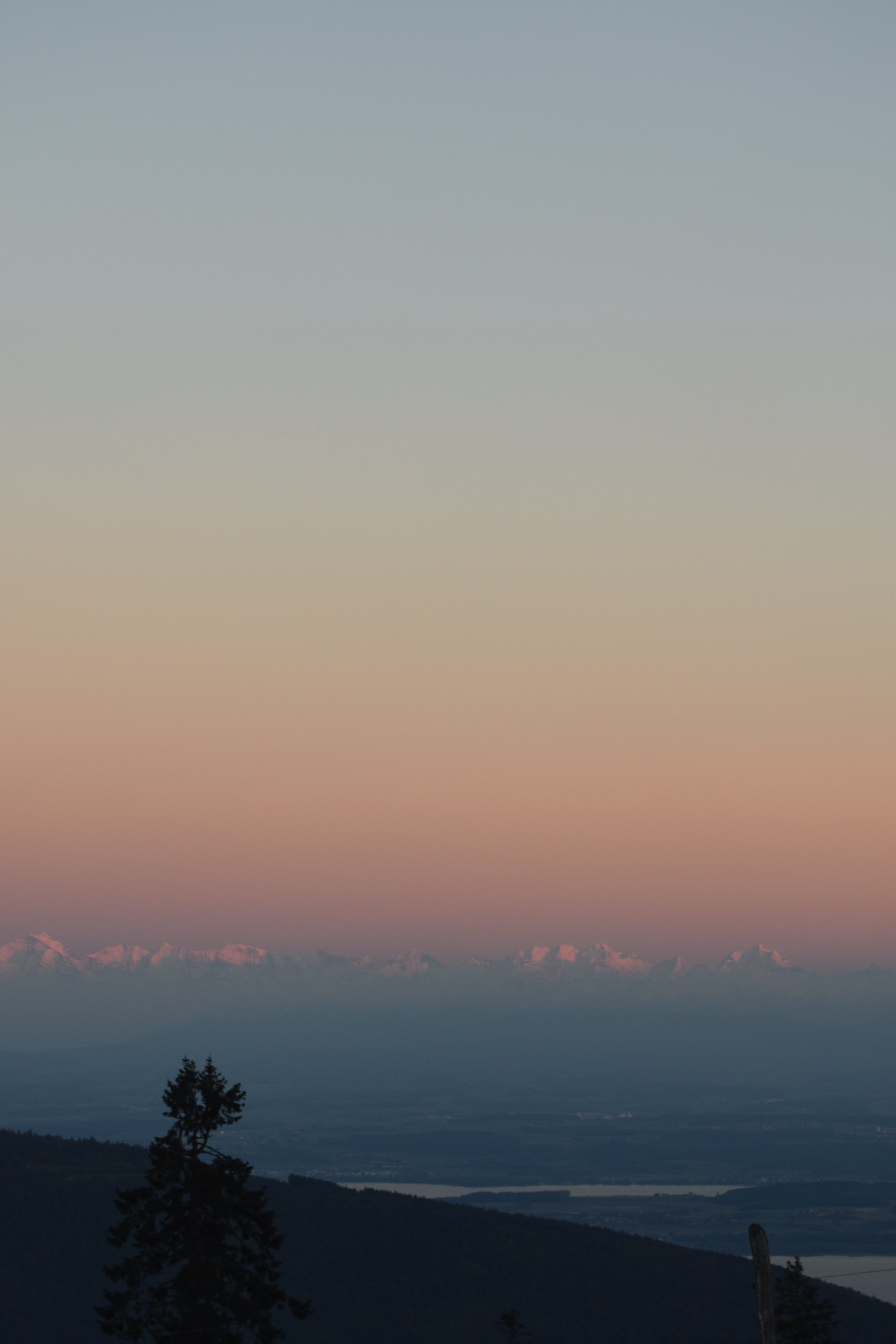
Aussicht vom Tête de Ran in Richtung Alpen

Der Tête de Ran ist ein 1422 m ü. M. hoher Berggipfel im Schweizer Jura. Der Gipfel liegt auf dem Gemeindegebiet von Val-de-Ruz (bis 2012 Les Hauts-Geneveys) im Kanton Neuenburg, rund 9 km nordwestlich der Stadt Neuenburg. Der Name Ran stammt aus dem Patois und bedeutet so viel wie Abhang, Rain.

## Geographie
Der Tête de Ran ist Teil einer Jurakette, die sich in Richtung Südwest-Nordost vom Mont Racine über die Vue des Alpes und den Mont d’Amin bis zum Chasseral erstreckt. Begrenzt wird der Höhenrücken im Südosten vom Talbecken des Val de Ruz, im Norden vom Passübergang der Vue des Alpes und im Westen vom obersten Teil des Vallée des Ponts. Nach Südwesten setzt sich der Kamm auf einer durchschnittlichen Höhe von 1400 m bis zum Mont Racine fort.
Auf der Tête-de-Ran-Kette befinden sich ausgedehnte Jurahochweiden mit den mächtigen Fichten, die entweder einzeln oder in Gruppen stehen; steilere Hänge sind bewaldet.  Auf den Höhen des Tête de Ran ist ein Windkraftwerk geplant.
Der Tête de Ran ist Wandergebiet und Aussichtspunkt im Nahbereich der Städte Neuenburg und La Chaux-de-Fonds. Im Winter kann hier Alpin-Skisport betrieben werden. Sowohl am Südosthang als auch am Nordwesthang des Berges gibt es mehrere Skilifte. Rund 100 m unterhalb des Gipfels steht das Hotel Tête de Ran, das von der Vue des Alpes mit einer Strasse leicht erreicht werden kann.

## Geologie
In strukturgeologischer Hinsicht bildet der Tête de Ran eine Antiklinale des Faltenjuras. Im Lauf der Zeit wurde das aus kompetentem Kalkstein der jüngeren Jurazeit bestehende Gewölbe an Schwachstellen durch Erosion angegriffen und abgetragen. Bäche haben in die darunterliegenden weicheren Gesteinsschichten Erosionstäler eingegraben, beispielsweise die Combe des Quignets am Westfuss des Tête de Ran.
Der Kamm des Tête de Ran, der relativ steil gegen Norden abfällt, stellt heute den südlichen Schenkel der Antiklinale dar. In einer Entfernung von etwa einen Kilometer steht parallel zum Tête de Ran der bewaldete nördliche Schenkel (Les Côtes; bis 1300 m), charakterisiert durch die Malmkalkfelsen Roche aux Cros.